# Coupe d'Europe de bandy
La Coupe d'Europe, est une compétition annuelle de bandy entre clubs européens.

## Historique
La première édition du tournoi a eu lieu en 1974. À l'heure actuelle, la Coupe n'a pas été joué depuis 2009, mais n'est pas formellement considérée comme défunte.

## Palmarès

### Palmarès par édition
| Numéro | Édition | Vainqueur            | Finaliste            | Score |
| ------ | ------- | -------------------- | -------------------- | ----- |
| 1      | 1974    | SKA Sverdlovsk       | Falu BS              |       |
| 2      | 1975    | Dinamo Moscou        | Ljusdals BK          |       |
| 3      | 1976    | Dinamo Moscou        | Brobergs IF          |       |
| 4      | 1977    | Dinamo Alma-Ata      | Oulun Luistinseura   |       |
| 5      | 1978    | Dinamo Moscou        | Edsbyns IF           |       |
| 6      | 1979    | IF Boltic            | Zorky Krasnogorsk    |       |
| 7      | 1980    | Ienisseï Krasnoïarsk | IF Boltic            |       |
| 8      | 1981    | IF Boltic            | Ienisseï Krasnoïarsk |       |
| 9      | 1982    | IF Boltic            | Ienisseï Krasnoïarsk |       |
| 10     | 1983    | Ienisseï Krasnoïarsk | IF Boltic            |       |
| 11     | 1984    | IF Boltic            | Ienisseï Krasnoïarsk |       |
| 12     | 1985    | IF Boltic            | Ienisseï Krasnoïarsk |       |
| 13     | 1986    | Ienisseï Krasnoïarsk | Vetlanda BK          |       |
| 14     | 1987    | Ienisseï Krasnoïarsk | IFK Motala           |       |
| 15     | 1988    | Ienisseï Krasnoïarsk | HIFK                 |       |
| 16     | 1989    | Ienisseï Krasnoïarsk | Västerås SK          |       |
| 17     | 1990    | Västerås SK          | Oulun Luistinseura   |       |
| 18     | 1991    | Vetlanda BK          | Ienisseï Krasnoïarsk |       |
| 19     | 1992    | Zorky Krasnogorsk    | Botnia-69            |       |
| 20     | 1993    | Västerås SK          | Warkauden Pallo -35  |       |
| 21     | 1994    | Västerås SK          | SKA-Zenit            |       |
| 22     | 1995    | IF Boltic            | Sibselmash           |       |
| 23     | 1996    | Västerås SK          | Vodnik Arkhangelsk   |       |
| 24     | 1997    | Sandvikens AIK       | Vodnik Arkhangelsk   |       |
| 25     | 1998    | Västerås SK          | Vodnik Arkhangelsk   |       |
| 26     | 1999    | non jouée            | non jouée            |       |
| 27     | 2000    | Sandvikens AIK       | Vodnik Arkhangelsk   |       |
| 28     | 2001    | Ienisseï Krasnoïarsk | Västerås SK          |       |
| 29     | 2002    | Vodnik Arkhangelsk   | Sandvikens AIK       |       |
| 30     | 2003    | Vodnik Arkhangelsk   | Sandvikens AIK       |       |
| 31     | 2004    | Vodnik Arkhangelsk   | Edsbyns IF           |       |
| 32     | 2005    | Edsbyns IF           | Vodnik Arkhangelsk   |       |
| 33     | 2006    | Dinamo Moscou        | Edsbyns IF           |       |
| 34     | 2007    | Edsbyns IF           | Dinamo Moscou        |       |
| 35     | 2008    | Dinamo Moscou        | Edsbyns IF           |       |
| 36     | 2009    | Dinamo Moscou        | Västerås SK          |       |

### Palmarès par club
| Rang | Club                 | Victoires | Finales perdues |
| ---- | -------------------- | --------- | --------------- |
| 1    | Ienisseï Krasnoïarsk | 7         | 5               |
| 2    | IF Boltic            | 6         | 2               |
| 3    | Dinamo Moscou        | 6         | 1               |

### Palmarès par nation
| Rang | Pays       | Victoires | Finales perdues |
| ---- | ---------- | --------- | --------------- |
| 1    | Russie     | 18        | 14              |
| 2    | Suède      | 16        | 16              |
| 3    | Kazakhstan | 1         | 0               |
| 4    | Finlande   | 0         | 5               |